# Hyperbaena oblongifolia
Hyperbaena oblongifolia är en tvåhjärtbladig växtart som beskrevs av Chod. och Hassl.. Hyperbaena oblongifolia ingår i släktet Hyperbaena och familjen Menispermaceae. Inga underarter finns listade i Catalogue of Life.